# Каличава, Григорий Максимович
Григорий Максимович Каличава (1917 год, село Ингири, Зугдидский уезд, Кутаисская губерния — неизвестно, село Ингири, Зугдидский район, Грузинская ССР) — бригадир колхоза «Ингири» Зугдидского района, Грузинская ССР. Герой Социалистического Труда (1949).

## Биография
Родился в 1917 году в крестьянской семье в селе Ингири Зугдидского района. Трудовую деятельность начал на чайной плантации колхоза «Ингири» Зугдидского района, председателем которого был Иродий Георгиевич Чургулия. В послевоенные годы возглавлял бригаду чаеводов.
В 1948 году бригада под его руководством собрала 7050 килограмм сортового зелёного чайного листа с участка площадью 6 гектаров. Указом Президиума Верховного Совета СССР от 29 августа 1949 года удостоен звания Героя Социалистического Труда за «получение высоких урожаев сортового зелёного чайного листа и цитрусовых плодов в 1948 году» с вручением ордена Ленина и золотой медали «Серп и Молот» (№ 4576).
Этим же Указом званием Героя Социалистического Труда были награждены труженики колхоза «Ингири» звеньевые Валериан Сисоевич Карчава (лишён звания в 1953 году), Ксения Павловна Сарсания, колхозницы Венера Максимовна Джиджелава, Тина Илларионовна Каличава, Наталия Фоминична Саникидзе и Ольга Петровна Чкадуа.
За выдающиеся трудовые результаты по итогам 1950 года был награждён вторым Орденом Ленина.
Проживал в родном селе Ингири Зугдидского района. С 1977 года — персональный пенсионер союзного значения. Дата его смерти не установлена.
Награды
- Герой Социалистического Труда
- Орден Ленина — дважды (1949; 01.09.1951)
- Орден Трудового Красного Знамени (19.07.1950)